# Radonice (Chomutovi járás)
Radonice település Csehországban, a Chomutovi járásban. Radonice Vilémov, Hradiště, Kadaň, Veliká Ves és Mašťov településekkel határos. Lakosainak száma 1174 fő (2024. január 1.).

## Népesség
A település lakosságának változását az alábbi diagram mutatja:
| Lakosok száma | 2778 | 2939 | 2985 | 1282 | 1278 | 1151 | 1148 | 1163 | 1163 | 1174 |
|               | 1869 | 1900 | 1921 | 1961 | 1980 | 2011 | 2016 | 2019 | 2021 | 2024 |